# 棍叟 (漫畫)
棍叟（英語：Stick）是漫威漫畫中的一位虛構角色。

## 出版歷史
棍叟首次出現於《夜魔俠》#176 (1981年11月) ，由法蘭克·米勒所創作。

## 人物
棍叟是位盲人師父，他訓練了「夜魔俠」麥特·默多克。

## 其他媒體

### 電視
- 漫威電影宇宙：由史考特·葛倫飾演棍叟。
  - 《夜魔俠》[1]
  - 《捍衛者聯盟》[2]

### 電影
- 《幻影殺手》：由泰倫斯·史坦普（英语：Terence Stamp）飾演棍叟。

## 外部連結
- 棍叟 （页面存档备份，存于）在Marvel.com